# Andrei Alexejewitsch Trofimuk
Andrei Alexejewitsch Trofimuk (russisch Андрей Алексеевич Трофимук; * 3. Augustjul. / 16. August 1911greg. in Chwetkowitschi, Ujesd Kobryn; † 24. März 1999 in Nowosibirsk) war ein russischer Geologe und Hochschullehrer.

## Leben
Trofimuk stammte aus einer Bauernfamilie. Zu Beginn des Ersten Weltkrieges wurde die Familie nach Nischneudinsk evakuiert. Darauf arbeitete der Vater bei der Eisenbahn, so dass die Familie häufig umzog. Trofimuk besuchte das siebenjährige Schulinternat in Slawgorod bis 1927 und dann die Mittelschule in Kasan mit Abschluss 1929. Darauf studierte er an der geologischen Fakultät der Universität Kasan. Während des Studiums führte er 1930 eine Exkursion zur Untersuchung von Eisenerz und Bauxit im Ural. Nach dem Abschluss des Studiums 1933 suchte er sich Arbeit in Baschkirien, wo gerade die ersten Ölquellen erschlossen wurden. Dort arbeitete er als Geologe im Zentralen Forschungslaboratorium des Trusts Wostokneft in Ufa, in dem er zum wissenschaftlichen Leiter aufstieg. Daneben absolvierte er im Fernstudium die Aspirantur an der Universität Kasan. 1938 verteidigte er seine Kandidat-Dissertation über den erdölhaltigen Kalkstein von Ischimbai. 1940–1942 war er Hauptgeologe des Trusts Ischimbaineft.
Als während des Deutsch-Sowjetischen Krieges der Erdölbedarf stark anstieg und nach dem Vormarsch der Wehrmacht der Transport des Öls aus Aserbaidschan schwierig wurde, führte Trofimuk trotz der Zweifel der Experten Versuchsbohrungen in der Karlinsko-Kinsebulatowo-Zone bei Ischimbai durch. Trotz der ersten Misserfolge glaubte er weiter an Ölvorkommen in Perm-Sedimenten. 1943 wurde Öl gefunden. Mit weiteren Bohrungen suchte Trofimuk nach Öl aus dem Devon. 1944 wurde bei Tuimasy ein großes Ölfeld entdeckt und 1946 ein neues Ölfeld bei Bawly, dem weitere folgten.
1949 verteidigte Trofimuk seine Doktor-Dissertation über Erdölvorkommen aus dem Paläozoikum in Baschkirien. 1950–1953 leitete er als Hauptgeologe die Exploration des Ministeriums für Erdölindustrie der UdSSR. Neue Ölfelder wurden in Tatarstan, in der Ukraine und in anderen Regionen entdeckt. 1951 leitete er die Regierungskommission zur Abschätzung des Potentials für Ölvorkommen im Norden der Region Krasnojarsk und in Jakutien. 1952 verstärkte er die Öl- und Erdgasförderung in West- und Ostsibirien. Daneben setzte er seine wissenschaftlichen Untersuchungen fort und wurde 1953 Korrespondierendes Mitglied der Akademie der Wissenschaften der UdSSR (AN-SSSR). 1955 wurde er Direktor des Allunionsforschungsinstituts für Erdöl und Erdgas in Moskau.

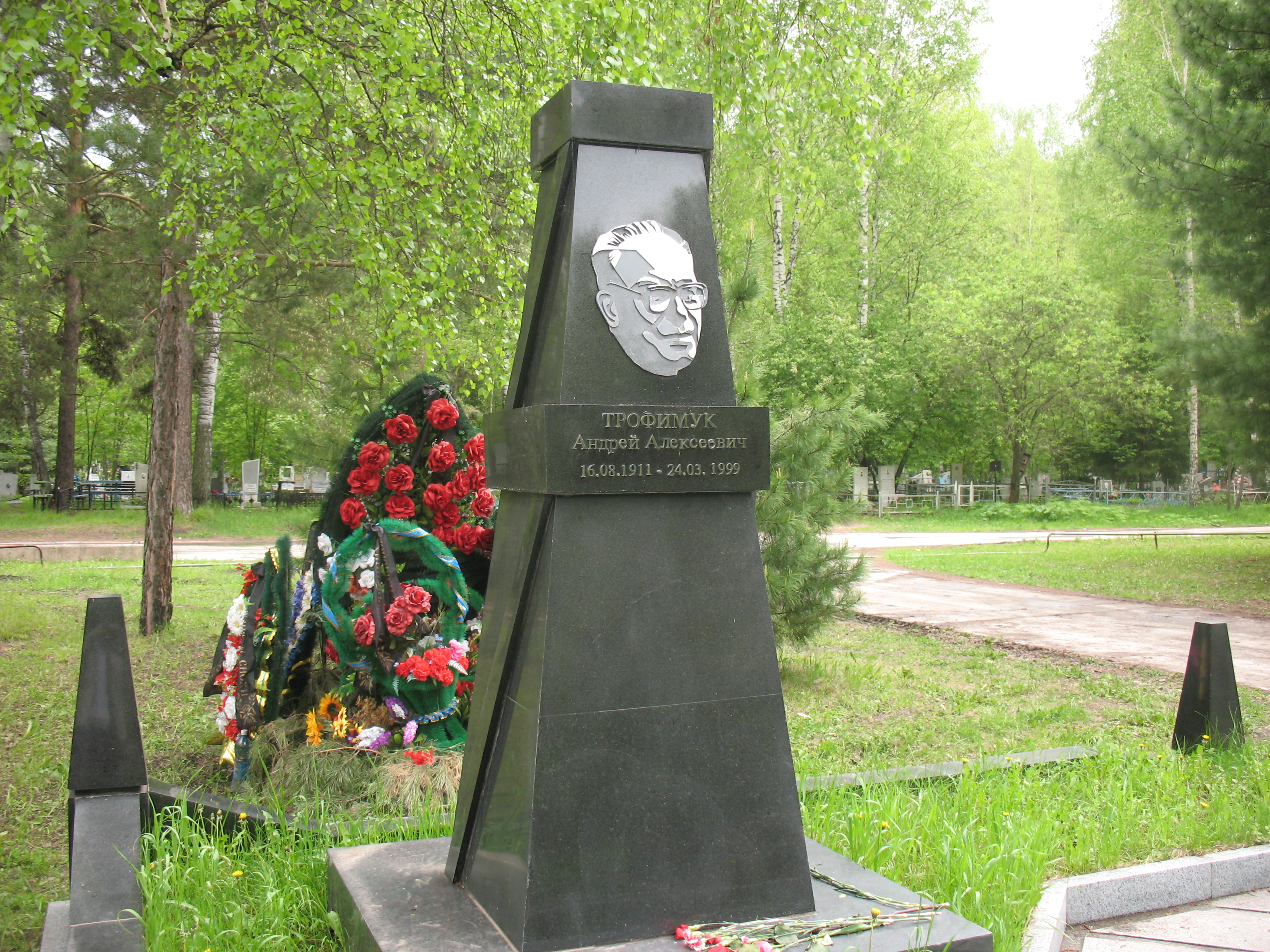
Tofimuks Grab auf dem Nowosibirsker Südfriedhof

1957 organisierte Trofimuk auf Einladung Michail Alexejewitsch Lawrentjews das neue Instituts für Geologie und Geophysik (IGG) der Sibirischen Abteilung (SO) der AN-SSSR in Nowosibirsk und wurde dessen Direktor. 1958 wurde er Wirkliches Mitglied der AN-SSSR. Zusammen mit Michail Alexejewitsch Lawrentjew, Guri Iwanowitsch Martschuk und Walentin Afanassjewitsch Koptjug schuf er in Nowosibirsk ein ganzes Wissenschaftszentrum der SO-AN-SSSR und sorgte für ähnliche Zentren in Kemerowo, Krasnojarsk, Tomsk, Tjumen, Ulan-Ude und Jakutsk. 1960 wurde Trofimuk Professor an der Staatlichen Universität Nowosibirsk (NGU). 1988 wurde er Ehrendirektor des IGG und Berater des Präsidiums der AN-SSSR (seit 1991 Russische Akademie der Wissenschaften (RAN)).
Trofimuk war 1941–1991 Mitglied der KPdSU und 1963–1990 Abgeordneter im Obersten Sowjet der RSFSR.
2000 wurde das Vereinigte Institut für Geologie, Geophysik und Mineralogie (Trofimuk-Institut für Erdöl-Erdgas-Geologie und -Geophysik) der SO-RAN in Nowosibirsk nach Trofimuk benannt. Im Nowosibirsker Akademgorodok gibt es die Akademik-Trofimuk-Straße. Für junge Wissenschaftler der SO-RAN wurde der Trofimuk-Preis eingerichtet.

## Ehrungen, Preise
- Leninorden (1944, 1948, 1967, 1975, 1981, 1986)
- Held der sozialistischen Arbeit (1944)[3][8]
- Medaille „Für heldenmütige Arbeit im Großen Vaterländischen Krieg 1941–1945“
- Stalinpreis I. Klasse (1946, 1950)[3]
- Orden des Roten Banners der Arbeit (1959, 1961)
- Orden der Oktoberrevolution (1971)
- Medaille „40. Jahrestag des Sieges im Großen Vaterländischen Krieg 1941–1945“
- Karpinski-Preis der AN-SSSR
- Staatspreis der Russischen Föderation (1994)[9]
- Verdienstorden für das Vaterland IV. Klasse (1998)[10] (Trofimuk weigerte sich, den Orden von Boris Nikolajewitsch Jelzin entgegenzunehmen als Zeichen des Protests gegen dessen Politik)[2]